# Amedeo Goria
Amedeo Maria Goria (Torino, 16 febbraio 1954) è un giornalista e conduttore televisivo italiano.

## Biografia
Dopo il liceo classico ha frequentato la facoltà di Lettere con indirizzo storico. Giornalista professionista dal 1976, ha lavorato alla Gazzetta del Popolo e a Tuttosport, inoltre è stato corrispondente da Torino per le pagine del Corriere della Sera (dal 1980 al 1985), de Il Messaggero, de Il Giorno e de La Gazzetta del Mezzogiorno.
È entrato in Rai nel 1987, prima al TG1 e poi a Rai Sport. Ha condotto Ciao Italia (1989-1990), poi Unomattina estate (ininterrottamente dal 1992 al 1997) per complessive 500 puntate. Per Rai Sport ha seguito le più importanti manifestazioni sportive come i Mondiali di calcio e le Olimpiadi, oltre a ciò ha co-condotto La Domenica Sportiva dal 1993 al 1994 come opinionista-moviolista e Pole Position nel 2003 su Rai 1. Per Rai 2 ha condotto le Notti olimpiche invernali durante le Olimpiadi di Pyeongchang nel febbraio 2018.
Ha recitato in alcuni film come Annaré, Il conte di Melissa ed E guardo il mondo da un oblò, mentre ha interpretato il ruolo di sé stesso in Vita Smeralda e ne L'allenatore nel pallone 2. In TV ha partecipato allo sceneggiato di Rai 2 L'ultimo rigore con Enzo Decaro e al film Il cielo può attendere. Ha preso parte anche a due spettacoli teatrali tra il 1996 e il 1997, ovvero Carlotta's way di Adriano Vianello e Il colpo della strega di John Graham.
Nel dicembre 2020 ha pubblicato il romanzo giallo Il sacrificio del re, ambientato nel mondo del calcio. Il 16 febbraio 2021 Goria va in pensione, lasciando la Rai dopo 34 anni, ma tornando in seguito come ospite in alcune trasmissioni. Dal 13 settembre 2021 ha preso parte al cast della sesta edizione del Grande Fratello VIP fino alla sua eliminazione, avvenuta il 15 ottobre successivo. Dopo 27 anni dalla sua ultima esperienza teatrale, nel maggio 2024 è tornato a teatro recitando nella commedia La cena dei cretini di Francis Veber.

## Vita privata
Nel 1987 ha sposato la conduttrice televisiva Maria Teresa Ruta e da questo matrimonio sono nati due figli: Guenda, pianista e attrice nata nel 1988, e Gian Amedeo, nato nel 1992. La coppia ha divorziato nel 2004 e nel 2023 la Ruta ha rivelato dei particolari sulla loro storia d'amore.
Il 25 luglio 2024 Goria è diventato nonno di Noah Gancitano, primogenito della figlia Guenda e di suo marito Mirko (regista e inviato televisivo), che si sono sposati il 16 maggio 2024, a Mazara del Vallo, in Sicilia. Appena 18 giorni dopo, il 12 agosto, è diventato nuovamente nonno in seguito alla nascita di Anita, figlia di Gian Amedeo e di sua moglie Francesca Claire Splait Horvat, convolati a nozze nel maggio 2022.
Si professa cattolico.

## Controversie
Nel settembre 2005, in seguito a un servizio del programma televisivo Le Iene, Goria fu al centro di uno scandalo per presunte molestie sessuali in cambio di favori professionali a un'aspirante attrice. In attesa che la vicenda si chiarisse, Goria decise di autosospendersi, dichiarando di essere «stato vittima di un raggiro televisivo». La vicenda fu poi archiviata dal Tribunale di Vicenza per «non sussistenza del fatto» e Goria denunciò per diffamazione i presentatori del programma, Paolo Kessisoglu e Luca Bizzarri, e l'allora direttore di Italia 1, Luca Tiraboschi. I tre furono rinviati a giudizio nel febbraio 2010 dal Tribunale di Roma.

## Televisione
- Ciao Italia (Rai 1, 1989-1990)
- Unomattina estate (Rai 1, 1992-1997)
- La Domenica Sportiva (Rai 1, 1993-1994)
- Pole Position (Rai 1, 2003)
- Ritorno al presente (Rai 1, 2005) Concorrente
- Quelli che il calcio (Rai 2, 2010-2011) Inviato
- Notti olimpiche invernali (Rai 2, 2018)
- Grande Fratello VIP 6 (Canale 5, 2021) Concorrente

## Filmografia

### Cinema
- Annaré, regia di Ninì Grassia (1998)
- Il conte di Melissa, regia di Maurizio Anania (2000)
- Vita Smeralda, regia di Jerry Calà (2006)
- E guardo il mondo da un oblò, regia di Stefano Calvagna (2007)
- L'allenatore nel pallone 2, regia di Sergio Martino (2008)

### Televisione
- L'ultimo rigore, regia di Sergio Martino – miniserie TV (2002)
- Il cielo può attendere, regia di Bruno Gaburro – film TV (2005)

### Teatro
- Carlotta's way, regia di Adriano Vianello (1996)
- Il colpo della strega (1997)
- La cena dei cretini (2024)

## Libri
- Amedeo Goria, Il sacrificio del re, Castelvecchi Editore, 2020, ISBN 978-8832902242.
- Amedeo Goria e Savina Sciaqua, 2 cuori, 1 app. Uomini e donne nell'era di Tinder: scopri il tuo identikit, OM edizioni, 2023, ISBN 978-8892723122.